# Acasta alba
Acasta alba is een zeepokkensoort uit de familie van de Archaeobalanidae.